# Chydaeopsis lumawigi
Chydaeopsis lumawigi là một loài bọ cánh cứng trong họ Cerambycidae.